# Césaréum
Le Césaréum (en latin Caesareum ; en grec ancien : Καισάρειον), situé à Alexandrie en Égypte, était dans l'Antiquité un sanctuaire, aujourd'hui détruit, commencé par Cléopâtre VII en l'honneur de Marc Antoine et transformé après leur mort par Auguste en temple du culte impérial.

## Situation

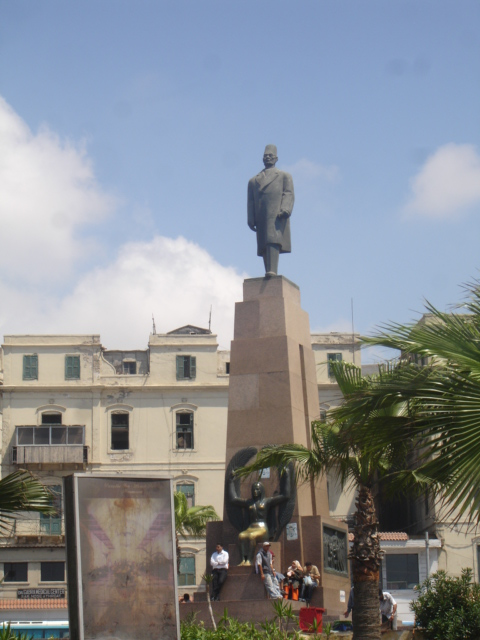
Statue de Saad Zaghloul sur le site du Césaréum.

Le site du Caesareum se trouve au bord du port oriental (Portus magnus) d'Alexandrie, au niveau de l'Hôtel Métropole. À cet endroit se trouve aujourd'hui un monument coiffé d'une statue en l'honneur de Saad Zaghloul (vers 1858-1927), homme politique nationaliste égyptien, premier ministre en 1924.

## Histoire
En 13/12 av. J.-C. les deux obélisques datant de Thoutmôsis III qui étaient érigés dans le temple de Rê à Héliopolis ont été transportés devant ce sanctuaire. À l'époque moderne ces deux obélisques prirent le nom d'aiguilles de Cléopâtre, l’un d’eux est désormais à Londres et l’autre à New York.
Le philosophe juif Philon d'Alexandrie, contemporain d'Auguste, évoque le temple de César à Alexandrie qu'il appelle Sébastion (grec ancien : Σεϐαστεῖον), c'est-à-dire temple d'Auguste. Ainsi, d'après Philon, il est évident que le Césaréum avait été dédié au dieu César Sébastos (Caesareum Sebasteion), c'est-à-dire à Auguste. Il donne, vers l'an 40, un texte très vague : il s'extasie devant la beauté du monument dont il donne une description détaillée et exaltée où il décrit le Césaréum décoré de statues et de peintures, agrémenté de bosquets, cours et portiques ainsi que d’une bibliothèque. Mais il n'indique pas à quel ordre architectural il appartient et ne donne aucun détail sur sa construction.
L'édifice fut transformé en église par les Ariens en 345, inaugurée par Athanase en 356. Cette église a été le siège du patriarche d'Alexandrie au IVe siècle. C'est à cet endroit qu'Hypatie, philosophe néoplatonicienne, mathématicienne et astronome, très réputée en son temps, est prise à partie et assassinée en 415 par une foule de chrétiens fanatisés, à l'époque des rivalités politiques entre l'évêque Cyrille d'Alexandrie et le préfet Oreste.
Le 1er mai 368, le duc d'Égypte Trajan lance la reconstruction du Césaréum sur l'ordre de l'empereur Valens.

## Fouilles
De 2000 à 2002, les archéologues du Centre d'études alexandrines ont fouillé le site du Césaréum (ancien garage Lux et cinéma Park) mettant au jour une demi-douzaine de citernes d'époque médiévale et un cimetière paroissial du VIe siècle. Sous le cimetière, sont apparus des restes appartenant au temple païen : une statue colossale en marbre blanc d'un empereur romain vêtu d'une cuirasse, de la fin du IIe siècle, Marc Aurèle ou Septime Sévère, l'un ou l'autre pouvant être identifié d'après les restes de la barbe ; ainsi que des restes de colonnes de fort diamètre, en granite d'Assouan.

## Galerie

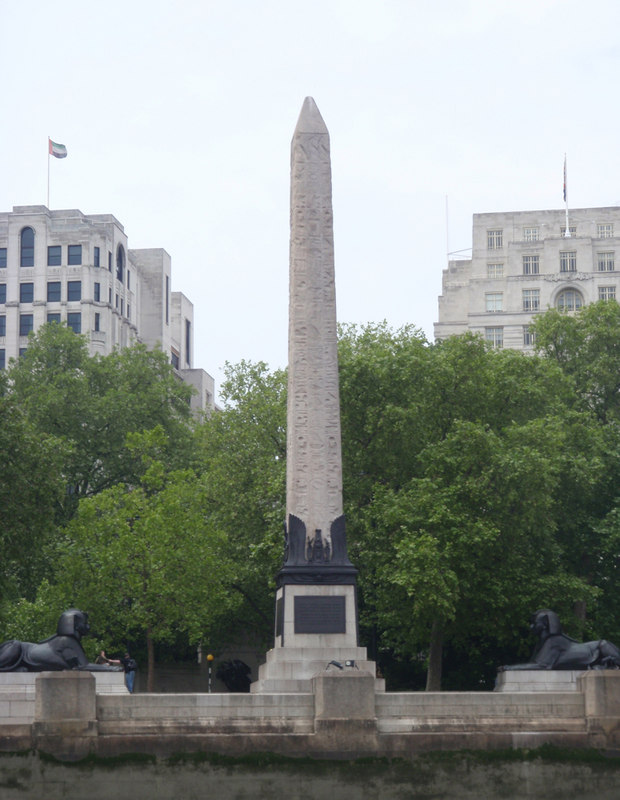
Aiguille de Cléopâtre de Londres, Victoria Embankment.
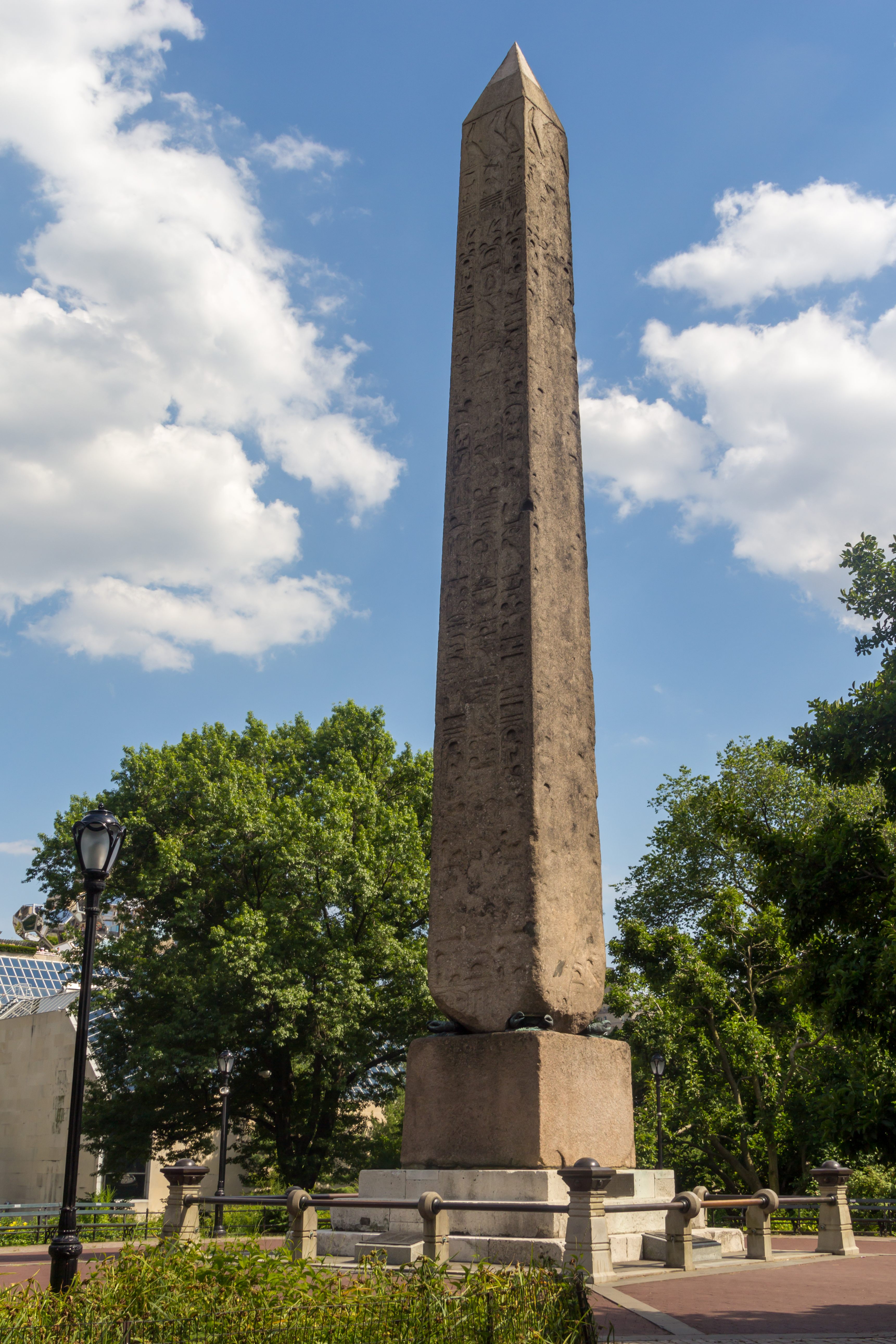
Aiguille de Cléopâtre de  New York, Central Park.